# Shanshu (sockenhuvudort i Kina, Guizhou Sheng, lat 28,11, long 108,41)
Shanshu (kinesiska: 杉树, 杉树乡) är en sockenhuvudort i Kina. Den ligger i provinsen Guizhou, i den sydvästra delen av landet, omkring 240 kilometer nordost om provinshuvudstaden Guiyang. Antalet invånare är 11 634. Befolkningen består av 5 885 kvinnor och 5 749 män. Barn under 15 år utgör 32 %, vuxna 15-64 år 54 %, och äldre över 65 år 13,0 %.